# Avenida Desembargador André da Rocha
A Avenida Desembargador André da Rocha uma avenida localizada no centro da cidade de Porto Alegre, capital do estado brasileiro do Rio Grande do Sul.
Importante via central da cidade gaúcha, é na André da Rocha que se localiza a Federação das Mulheres Gaúchas, instituição representativa no estado desde a sua criação, em 1982.

## Histórico
Na década de 2020 este logradouro completará 200 anos de existência, e seus registros iniciais são de 1828, quando do alargamento do primitivo Beco da Oitava, denominação em referência ao 8° Batalhão da Infantaria. 
Em 1879 a rua recebeu o nome de Rua 3 de Novembro, data comemorativa da 2ª Batalha de Tuiuti e, em 1938, foi elevada a categoria de avenida, em função das melhorias e ampliação do seu leito.
Em 1952, a via foi rebatizada como Avenida Desembargador André da Rocha, em homenagem ao juiz da comarca de Lagoa Vermelha, advogado e professor Manuel André da Rocha.

### Referência bibliográfica
- Sérgio da Costa Franco. Guia Histórico de Porto Alegre (4ª ed.). Editora da Universidade (UFRGS), Porto Alegre, 2006